# Jirapat Khanonta
Jirapat Khanonta (thailändisch จิรพัฒน์ ขันนตะ; * 12. September 2005) ist eine thailändische Leichtathletin, die sich auf den Sprint spezialisiert hat.

## Sportliche Laufbahn
Erste Erfahrungen bei internationalen Wettkämpfen sammelte Jirapat Khanonta im Jahr 2023, als sie bei den Südostasienspielen in Phnom Penh mit der thailändischen 4-mal-100-Meter-Staffel in 44,24 s die Goldmedaille gewann. Anschließend gewann sie mit der Staffel bei den U20-Asienmeisterschaften in Yecheon in 45,34 s die Silbermedaille und schied dann bei den Asienmeisterschaften in Bangkok mit 24,73 s im Halbfinale im 200-Meter-Lauf aus. Im Jahr darauf gewann sie bei den U20-Asienmeisterschaften in Dubai in 24,34 s die Bronzemedaille über 200 Meter und belegte in 12,04 s den sechsten Platz im 100-Meter-Lauf. Zudem gewann sie im Staffelbewerb in 46,75 s die Silbermedaille. 2025 kam sie bei den Asienmeisterschaften in Gumi mit 11,93 s nicht über den Vorlauf über 100 Meter hinaus und gewann mit der Staffel in 44,26 s gemeinsam mit Supanich Poolkerd, Sukanda Petraksa und Athicha Phetkun die Bronzemedaille hinter den Teams aus der Volksrepublik China und Indien. Anschließend schied sie bei den World University Games in Bochum mit 11,88 s im Semifinale über 100 Meter aus und belegte im Staffelbewerb in 45,10 s den achten Platz.
In den Jahren 2024 und 2025 wurde Jirapat Khanonta thailändische Meisterin im 200-Meter-Lauf.

## Persönliche Bestleistungen
- 100 Meter: 11,77 s (−0,1 m/s), 28. Mai 2024 in Chongqing
- 200 Meter: 24,73 s (+0,1 m/s), 15. Juli 2023 in Bangkok